# Hylaeus bouyssoui
Hylaeus bouyssoui là một loài Hymenoptera trong họ Colletidae. Loài này được Vachal mô tả khoa học năm 1899.